# Liste der Schriften von Rolf Lehmann
Die Liste der Schriften von Rolf Lehmann ist ein Verzeichnis, geordnet nach Zweckbestimmung und Editionszeit, gestützt auf folgende Quellen:
- (DNB) = Online-Katalog der Deutschen Nationalbibliothek;[1]
- (BMG) = Bibliographie Militärgeschichte (1945–1995) des MGFA;[2]
- (SLUB) = Online-Katalog der Sächsische Landesbibliothek – Staats- und Universitätsbibliothek Dresden.[3]
- (SÄBI) = Sächsische Bibliografie;[4]
- Schriftenreihe DSS-Arbeitspapiere, Hefte: 50, 70, 100, 115;[5][6][7][8]

## Publikationen zur Sicherheitspolitik in Eurasien

### Beiträge für „DSS-Arbeitspapiere“ zu Russland (1991–2005)
- (SLUB) Mit Joachim Klopfer: Russische Sichten auf Kriege und bewaffnete Konflikte der nächsten Jahrzehnte. In: Geopolitisches und militärstrategisches Denken in der Russischen Föderation. (Hrsg.) Dresdener Studiengemeinschaft Sicherheitspolitik (DSS) e. V.: DSS-Arbeitspapiere, Heft 77, Dresden 2005, S. 19–47. urn:nbn:de:bsz:14-qucosa2-324898
- (DNB) (SLUB) Über einige Ansatzpunkte des sowjetischen strategischen Denkens (1992). In: Geopolitisches und militärstrategisches Denken in der Russischen Föderation. (Hrsg.) Dresdener Studiengemeinschaft Sicherheitspolitik (DSS) e. V.: DSS-Arbeitspapiere, Heft 77, Dresden 2005, S. 14–18. urn:nbn:de:bsz:14-qucosa2-324898
- Kriegsrechtfertigung heute – aus russischer Sicht. In: Kriegsrechtfertigung heute. Beiträge zum 8. Dresdner Symposium „Für eine Globale Friedensordnung“ am 29. November 2003. (Hrsg.) Dresdener Studiengemeinschaft Sicherheitspolitik (DSS) e. V.: DSS-Arbeitspapiere, Heft 68, Dresden 2004, S. 43–47.
- Mit Joachim Klopfer: Übersetzung aus dem Russischen. Aktuelle Aufgaben zur Entwicklung der Streitkräfte der Russischen Föderation. Denkschrift, vorgestellt auf der Tagung leitender Politiker und Militärs am 2. Oktober 2003. (Hrsg.) Dresdener Studiengemeinschaft Sicherheitspolitik (DSS) e. V.: DSS-Arbeitspapiere, Heft 66, Dresden 2003, 56 S.
- Mit Joachim Klopfer: Übersetzung aus dem Russischen. Konzeption: Die Außenpolitik der Russischen Föderation. Bestätigt durch den Präsidenten der Russischen Föderation am 28. Juni 2000. (Hrsg.) Dresdener Studiengemeinschaft Sicherheitspolitik (DSS) e. V.: DSS-Arbeitspapiere, Heft 51.6, Dresden 2000, 36 S.
- (SLUB) Das sowjetische militärstrategische Denken und die Militärwissenschaft in der DDR. In: Militärwissenschaft in der DDR 1949–1990. Ideengeschichtliche Grundlagen, Erkenntnisstand und kritische Wertung. (Hrsg.) Dresdener Studiengemeinschaft Sicherheitspolitik (DSS) e. V.: DSS-Arbeitspapiere, Heft 5, Dresden 1991, S. 27–33. urn:nbn:de:bsz:14-qucosa2-325572

### Schriften zur Militärpolitik Russlands und zur GUS (2000–2004)
- Mit J. Klopfer: Der Charakter von Kriegen und bewaffneten Konflikten der nächsten Jahrzehnte aus russischer Sicht. In: Wolfgang Scheler / Ernst Woit (Hrsg.): Kriege zur Neuordnung der Welt. Reihe: Globale Analysen, Band 2. Kai Homilius Verlag, Berlin 2004, S. 183–220.
- (DNB) (SLUB) mit Lothar Schröter (Hrsg.): Vorwort mit L. Schröter. Sowie: Die Grundrichtungen russischer Sicherheitspolitik unter Präsident Putin. In: Streitkräfte unter dem Doppeladler. Militärpolitik, Militärdoktrin, Streitkräfte und Militärreform Russlands und die deutschen Interessen. Reihe Beiträge zur Militärgeschichte und Militärpolitik, Heft 4, Schkeuditz 2003, ISBN 978-3-89819-143-2, S. 7–18 sowie S. 137–150.
- Nationale und lokale Katastrophenschutzstrukturen in Usbekistan und Kirgistan. Studie im Auftrag des Deutschen Komitees für Katastrophenvorsorge e. V., Bonn 2000.

### Schriften zur Sicherheitslage in Europa (1992–1996)
- (SLUB) Militärische Aspekte des Krieges in Jugoslawien. In: Krieg in Jugoslawien – nur ein jugoslawischer Krieg? Vorträge zum Vierten Dresdner Friedenssymposium am 10. Februar 1996. (Hrsg.) Dresdener Studiengemeinschaft Sicherheitspolitik (DSS) e. V.: DSS-Arbeitspapiere, Heft 21, Dresden 1996, S. 27–32. urn:nbn:de:bsz:14-qucosa2-340184
- Die Sicherheitslage auf dem europäischen Kontinent 50 Jahre nach Beendigung des 2. Weltkrieges. In: Verhinderung militärischer Gewalt in Europa. Beiträge zum Sicherheitspolitischen Seminar der Abgeordnetengruppe PDS/Linke Liste im 12. Deutschen Bundestag am 12. September 1994 in Dresden, Dresden 1994.
- Mit Eberhard Arnold, Erich Hocke, Wolfgang Scheler: Wie sicher oder unsicher ist Europa im Wandel der neunziger Jahre? Studie für die Abgeordnetengruppe PDS/Linke Liste im Deutschen Bundestag, Dresden 1992.
- (SLUB) Diskussionsbeitrag zum Jugoslawien-Konflikt. In: Konflikte im ehemaligen Jugoslawien und die Rolle von Streitkräften. Beiträge zur DSS-Veranstaltung am 14. Oktober 1992. (Hrsg.) Dresdener Studiengemeinschaft Sicherheitspolitik (DSS) e. V.: DSS-Arbeitspapiere, Heft 6, Dresden 1996, S. 19–20. urn:nbn:de:bsz:14-qucosa2-705835

## Publikationen zur Friedensforschung

### Beiträge zur Friedensforschung der DSS e.V. (1999–2005)
- (DNB) (SLUB) Wolfgang Scheler: In memoriam Prof. Dr. Rolf Lehmann. In: Philosophisches Denken über Krieg und Frieden. (Hrsg.) Dresdener Studiengemeinschaft Sicherheitspolitik (DSS) e. V.: DSS-Arbeitspapiere, Heft 76, Dresden 2005, S. 4–5. urn:nbn:de:bsz:14-qucosa2-339867
- (SLUB) Grußadresse an Siegfried Schönherr. In: Zur Herausbildung der Lehrdisziplin Militärökonomie an der Militärakademie der NVA. (Hrsg.) Dresdener Studiengemeinschaft Sicherheitspolitik (DSS) e. V.: DSS-Arbeitspapiere, Heft 72, Dresden 2004, S. 5–7. urn:nbn:de:bsz:14-qucosa2-389025
- (SLUB) Ernst Woit – Weggefährte, Partner, Freund. Erinnerungen und Wünsche. In: Analysieren und Denken für Frieden und Menschenrechte. Ernst Woit zum 70. Geburtstag. (Hrsg.) Dresdener Studiengemeinschaft Sicherheitspolitik (DSS) e. V.: DSS-Arbeitspapiere, Heft 62, Dresden 2002, S. 7–10. urn:nbn:de:bsz:14-qucosa2-389025
- Für ein System gemeinsamer Sicherheit. In: Gegen Terror(ismus) und Krieg. Für gemeinsame Sicherheit und eine gerechte Welt. Beiträge zum Zehnten Dresdner Friedenssymposium am 16. Februar 2002. (Hrsg.) Dresdener Studiengemeinschaft Sicherheitspolitik (DSS) e. V.: DSS-Arbeitspapiere, Heft 61, Dresden 2002, S. 49–54. urn:nbn:de:bsz:14-qucosa2-340191
- Mit Erich Hocke: Kontrolle am Beispiel der Nationalen Volksarmee. In: Zivile Kontrolle von Streitkräften. (Hrsg.) Konrad-Adenauer-Stiftung e. V., Sankt Augustin 1999.

### Beiträge zur Militärakademie im sicherheitspolitischen Dialog (1988–2010)
- (DNB) (SLUB) (SÄBI) Wissenschaftler in Uniform vor neuen Herausforderungen. Sicherheitspolitische Forschung und Impulse für die Militärreform an der Militärakademie „Friedrich Engels“ in den Jahren 1988–1990. Erinnerungen an eine bewegte Zeit. In: (Hrsg.) Dresdener Studiengemeinschaft Sicherheitspolitik e. V., DSS-Arbeitspapiere, Heft 100, Dresden 2010, S. 7–37. (Durchgesehener und korrigierter Nachdruck aus: DSS-Arbeitspapiere, Heft 50, Dresden 2001, S. 21–48.)urn:nbn:de:bsz:14-qucosa2-327018
- (SLUB) Festschrift (Redaktion) Wolfgang Scheler: Gemeinsame Sicherheit – ein schwieriger Lernprozess. Prof. Dr. Rolf Lehmann zum 70. Geburtstag. (Hrsg.) Dresdener Studiengemeinschaft Sicherheitspolitik e. V., DSS-Arbeitspapiere, Heft 70, Dresden 2004, 187 S.
- (SLUB) Wissenschaftler in Uniform vor neuen Herausforderungen. Sicherheitspolitische Forschung und Impulse für die Militärreform an der Militärakademie „Friedrich Engels“ in den Jahren 1988-1990. Erinnerungen an eine bewegte Zeit. In: Für Entmilitarisierung der Sicherheit. 10 Jahre Dresdener Studiengemeinschaft Sicherheitspolitik e. V. (DSS). (Hrsg.) Dresdener Studiengemeinschaft Sicherheitspolitik (DSS) e. V.: DSS-Arbeitspapiere, Heft 50, Dresden 2001, S. 21–48. urn:nbn:de:bsz:14-qucosa2-327003
- (SLUB) Mit Joachim Klopfer, Wolfgang Scheler: Chronik ausgewählter Ereignisse Zeitraum: August 1975 bis November 1990. In: Für Entmilitarisierung der Sicherheit. 10 Jahre Dresdener Studiengemeinschaft Sicherheitspolitik e. V. (DSS). (Hrsg.) Dresdener Studiengemeinschaft Sicherheitspolitik (DSS) e. V.: DSS-Arbeitspapiere, Heft 50, Dresden 2001, S. 49–60. urn:nbn:de:bsz:14-qucosa2-327003
- (SLUB) Zum deutsch-deutschen Dialog von Militärs in den achtziger Jahren. Erinnerungen und Zeitzeugnisse. (Hrsg.) Dresdener Studiengemeinschaft Sicherheitspolitik (DSS) e. V.: DSS-Arbeitspapiere, Heft 43, Dresden 1998, S. 3–22 und Zeitzeugnisse S. 23–54. urn:nbn:de:bsz:14-qucosa2-341641
- (SLUB) Rolf Lehmann et al.: Vorbemerkungen und Sieben Thesen zur sicherheitspolitischen Rolle Deutschlands in Europa. In: (Hrsg.) Militärakademie „Friedrich Engels“: Arbeitspapiere IWBS, Interdisziplinärer Wissenschaftsbereich Sicherheitspolitik, Heft 3, Dresden 1990, September, S. 4 und 81–99. urn:nbn:de:bsz:14-qucosa2-341731
- Vorbemerkungen In: (Hrsg.) Militärakademie „Friedrich Engels“: Arbeitspapiere IWBS, Interdisziplinärer Wissenschaftsbereich Sicherheit[spolitik], Heft 2, Dresden 1990, Juni, S. 5. urn:nbn:de:bsz:14-qucosa2-341727
- (SLUB) Vorbemerkungen sowie mit Rainer Böhme / Erich Hocke / Joachim Klopfer: Kooperative Sicherheitsstrukturen in Europa. Thesen. In: (Hrsg.) Militärakademie „Friedrich Engels“: Arbeitspapiere IWBS, Interdisziplinärer Wissenschaftsbereich Sicherheitspolitik, Heft 1, Dresden 1990, Mai, S. 5–6 und 33–40. urn:nbn:de:bsz:14-qucosa2-341719
- (BMG) Militärische Aspekte der Sicherheit und die Militärdoktrin der Teilnehmerstaaten des Warschauer Vertrages. In: IPW-Berichte, Heft 10, Berlin 1988, S. 12–18.

## Publikationen zur Militärwissenschaft und Militärakademie „Friedrich Engels“

### Schriften zur Geschichte der Militärakademie (1988–2006)
- (SLUB) Mit Wolfgang Demmer: Lehrstuhl Jagdfliegerkräfte der Luftverteidigung an der Militärakademie „Friedrich Engels“ (1960–1990). (Hrsg.) Wolfgang Demmer: Dresden 2006, 185 S.
- (SLUB) Die Militärakademie der DDR in Dresden. Struktur und Auftrag. In: Hans-Peter Lühr: Dresden als Garnisonstadt. (Hrsg.) Dresdner Geschichtsverein e. V.: Dresdner Hefte, Nr. 53, Dresden 1998, S. 65–69.
- Im Redaktionskollektiv: Militärakademie „Friedrich Engels“. Historischer Abriß. Berlin 1988, 184 S.

### Schriften zum Umbruch in der Militärwissenschaft (1987–1991)
- (SLUB) Das sowjetische militärstrategische Denken und die Militärwissenschaft in der DDR. In: Militärwissenschaft in der DDR 1949–1990. Ideengeschichtliche Grundlagen, Erkenntnisstand und kritische Wertung. (Hrsg.) Dresdener Studiengemeinschaft Sicherheitspolitik (DSS) e. V.: DSS-Arbeitspapiere, Heft 5, Dresden 1991, S. 27–33. urn:nbn:de:bsz:14-qucosa2-325572
- Die Entwicklung des militärstrategischen Denkens in der sowjetischen Militärwissenschaft. Vortrag an der Führungsakademie der Bundeswehr am 22. Oktober 1991, Dresden 1991 (unveröffentlichtes Manuskript).
- (BMG) Entwicklungsstand und Tendenzen der marxistisch-leninistischen Militärwissenschaft. In: Zeitschrift Militärwesen, Sonderheft, Berlin 1988, Januar, S. 39–42.
- Mit Eberhard Jakob / Klaus Kulisch: Inhaltliche Orientierungen und Schwerpunkte der Entwicklung ausgewählter Disziplinen der Militärwissenschaft in den 90er Jahren. Studie. Dresden 1988 (VS-Vertraulich).
- Mit Eberhard Jakob / Klaus Kulisch: Konsequenzen für die operative und taktische Ausbildung an der Militärakademie aus der neuen Militärdoktrin des Warschauer Vertrages. Studie. Dresden 1987 (VS-Vertraulich).

### Beiträge zur Forschung an der Militärakademie (1980–1988)
- Der Übergang von der disziplinären zur interdisziplinären Forschung im militärischen Bereich. In: Zeitschrift Militärwesen, Berlin 1988 (VS-Vertraulich).
- (BMG) Für höhere Qualität und Effektivität der Forschung an der Militärakademie „Friedrich Engels“. In: Zeitschrift Militärwesen, Nr. 4, Berlin 1983, S. 24–31.
- Die Führung von Forschungsgruppen an militärischen Lehreinrichtungen. In: Zeitschrift Militärwesen, Berlin 1981 (VS-Vertraulich).
- Die Methodik der Ausarbeitung von Forschungskonzeptionen. In: Zeitschrift Militärwesen, Berlin 1980 (VS-Vertraulich).

## Fachbeiträge zur Lehre und Forschung an der Sektion LSK/LV

### Studien zur operativ-strategischen Lage (1975–1987)
- Der Charakter der Kampfhandlungen zu Beginn eines Krieges auf dem Westlichen Kriegsschauplatz bei Einsatz herkömmlicher Waffen. Forschungsbericht, Dresden 1987 (VS-Vertraulich).
- Mit Karl Harms / Heinz Hobiger / Werner Lutze: Der Charakter der Kampfhandlungen der Truppen Luftverteidigung auf dem westlichen Kriegsschauplatz in der zweiten Hälfte der achtziger Jahre. Gemeinsamer Forschungsbericht, eingereicht zur Promotion B; Militärakademie „Friedrich Engels“, Dresden 1978 (VS-Vertraulich).
- Mit Anderen: Die Operative Kunst der Luftstreitkräfte. Lehrbuch. Übersetzung aus dem Russischen und Bearbeitung. Militärakademie „Friedrich Engels“, Dresden 1976 (VS-Vertraulich).
- Erfahrungen aus Kampfhandlungen der Truppen der Luftverteidigung in lokalen Kriegen. Militärakademie „Friedrich Engels“, Dresden 1976 (VS-Vertraulich).
- Das Zusammenwirken der Kräfte und Mittel der Luftverteidigung der Vereinten Kräfte auf dem Kriegsschauplatz. Lehrbuch. Übersetzung aus dem Russischen und Bearbeitung. Militärakademie „Friedrich Engels“, Dresden 1975 (VS-Vertraulich).

### Fachbeiträge zur Operativen Ausbildung / Luftverteidigung (1964–1972)
- Die Einsatzvarianten des höheren taktischen Verbandes der Luftverteidigung des Landes. Militärakademie „Friedrich Engels“, Dresden 1972 (VS-Vertraulich).
- Die Ausgangslage der Truppen der Luftverteidigung zur Abwehr massierter Luftangriffe. Militärakademie „Friedrich Engels“, Dresden 1972 (VS-Vertraulich).
- Die Simulation der Gefechtshandlungen der Fliegerdivision. Militärakademie „Friedrich Engels“, Dresden 1970 (VS-Vertraulich).
- Die Gefechtsmöglichkeiten der Luftverteidigungsdivision. Militärakademie „Friedrich Engels“, Dresden 1966 (VS-Vertraulich).
- Einführung in die Operationsforschung. Übersetzung und Bearbeitung des gleichnamigen Buches von J. Wentzel, Berlin 1966.
- Die Grundlagen der quantitativen Analyse der Gefechtsmöglichkeiten der Truppen der Luftverteidigung. Militärakademie „Friedrich Engels“, Dresden 1966 (V).
- Der Gefechtseinsatz des Jagdfliegergeschwaders. Militärakademie „Friedrich Engels“, Dresden 1964 (VS-Vertraulich).
- Methodik der operativ-taktischen Ausbildung der Jagdflieger. Militärakademie „Friedrich Engels“, Dresden 1964 (VS-Vertraulich).